# Cipriano de Rore
Cipriano de Rore (1515 nebo 1516 – 1565) byl vlámský hudební skladatel renesanční epochy.
Byl typickým představitelem franko-vlámské školy po Josquinovi des Prez. Přestěhoval se do Itálie a velmi aktivně se podílel na rozvoji hudby pozdní renesance. Byl rovněž jedním z nejvýznamnějších autorů madrigalů poloviny 16. století.

## Život
Poslední výzkumy potvrdily, že se narodil v Ronse (francouzsky Renaix), vlámském městě na franko-belgických hranicích jazykových a kulturních oblastí a to konkrétně ve vlámské části, a zároveň v srdci té části, na níž se rozvinula franko-vlámská hudební škola. Na jednu stranu je téměř jisté, že Cipriano de Rore pocházel z velmi zámožné rodiny, na druhou stranu nevíme téměř nic o tom, jaká studia v mládí absolvoval. Nejnovější bádání však odhalily jeho přítomnost ve skupině hodnostářů, ceremoniářů a služebníků, kteří roku 1533 doprovázeli Markétu Rakouskou na její cestě do Neapole, kde se měla stát manželkou Alexandra Medicejského, vévody florentského.
Je možné, že de Rore získal vzdělání až na dvoře vévodkyně v Itálii. Je však také možné, že první vzdělání získal již v Antverpách. Dlouho se mělo za to, že studoval Benátkách s Adrian Willaert a byl zpěvákem kapely Bazilika svatého Marka, ale jen velmi málo zdrojů potvrzuje tuto hypotézu. Nicméně, je možné, že mladý zpěvák od Svatého Marka nezanechal důkaz o své přítomnosti.
V roce 1542 byl v Brescii, kde pravděpodobně setrval až do roku 1546. Během této doby se začínal proslavovat jako skladatel, poté co zde zveřejnil jednu knihu madrigalů a dvě knihy motet.
V roce 1547 vstoupil do služeb vévody Herkula II. D‘Este ve Ferraře jako „maestro del coro“. Zde měl žáky Giacha de Wert a Luzzascha Luzzaschiho, kteří se později stali praotci jedné z nevýznamnějších hudebních avantgard pozdní renesance v Itálii. Po smrti vévody v roce 1559, nabídl de Rore své služby jeho následníkovi Alfonsovi, nový vévoda jej však odmítl a na jeho místo přijal Francesca dalla Viola.
V letech 1560 až 1563 byl de Rore ve službách Markéty Rakouské v Bruselu a jejího manžela Ottavia Farnese vévoda z Parmy v Emílii. V roce 1562 byl jmenován ředitelem kůru bazilika svatého Marka v Benátkách, ale roku 1564 odstoupil a vrátil se do Parmy, kde setrval až do své smrti.

## Dílo a odkaz
De Rore je znám svými madrigaly v italském stylu, ale byl také plodný skladatel duchovní hudby, ať již šlo o mše nebo moteta. Jeho vzorem byla hudba Josquina des Prez, již rozvinul podle antického stylu. De Rore byl nejvýznamnějším madrigalistou poloviny 16. století a napsal přes 120 madrigalů, jež publikoval v 10 knihách mezi lety 1542 a 1565. Další madrigaly byly publikovány odděleně. Ty jsou nejčastěji čtyř nebo pětihlasé, jeden pro šest a jeden pro osm hlasů. Zvuk těchto skladeb je spíše vážný a je velmi kontrastní v porovnání s prvními madrigalisty jako byli Jacques Arcadelt a Philippe Verdelot.
De Rore se mimo jiné zabýval chromatikou, která představovala novinku v polovině století. Byl vyspělým kontrapunktistou a užíval kánon a techniku imitace. Pochopitelně používal také všech prostředků polyfonie, které předtím ve světské hudbě rozvinul v první polovině století. Vliv de Roreho stylu je evidentní v díle Orlanda di Lasso, Giovanni Pierluigiho da Palestrina, Andrey Roty, Philippa de Monte a rovněž Claudia Monteverdiho. Alfred Einstein ve své práci The Italian Madrigal (1949) píše: „Skutečným duchovním následníkem de Roreho byl Monteverdi, ale de Rore detenne klíč k celému rozvoji italského madrigalu po roce 1550.“
De Rore skládal také světská moteta v latině na rozdíl od madrigali spirituali – duchovních madrigalů psané pro duchovní účel. Ze stylistického hlediska se tato moteta podobají madrigalům.